# Армія визволення Орома
Армія визволення Орома (оромо Waraana Bilisummaa Oromoo) — озброєна група Орома, що відкололася від Фронту визволення Орома в 2018 році
.
Учасники організації не визнали мирну угоду, підписану «фронтом» з ефіопською владою , і продовжили збройну боротьбу.
.

## Історія
В 1973 році націоналісти орома створили Фронт визволення Орома. 
Під час громадянської війни в Ефіопії організація вела активні бойові дії проти Дерг. 
Після падіння цього військово-соціалістичного уряду фронт продовжив боротьбу проти уряду Ефіопії.
У 2018 році парламент Ефіопії виключив організацію зі списку терористів, до якого вона була включена в 2011 році. 
У серпні 2018 року голова регіону Орома Лем Мерджес і лідер Фронту визволення Арам Давід Ібса підписали угоду про припинення вогню.
Однак не всі учасники угруповання погодилися на мирну угоду, і частина бойовиків продовжила збройну боротьбу, створивши «Армію визволення Орому».